# Johann Korff gen. Schmising
Johann Korff gen. Schmising (* im 15. Jahrhundert; † im 16. Jahrhundert) war Domherr in Münster und Domdechant in Osnabrück.

## Leben
Johann Korff gen. Schmising entstammte dem westfälischen Adelsgeschlecht Korff, aus dem zahlreiche namhafte Persönlichkeiten hervorgegangen sind. Seine genaue Abstammung ist nicht belegt. 1517 studierte er an der Universität Köln und erhielt im Jahre 1545 eine Dompräbende in Osnabrück. Am 3. November 1547 kam er in den Besitz einer münsterschen Dompräbende. In den Jahren 1558 bis 1577 war Johann Domdechant in Osnabrück. In dieser Funktion oblag ihm die Leitung des Domkapitels nach innen, während dem Dompropst die Vertretung des Domkapitels nach außen oblag.
Über den weiteren Lebensweg gibt die Quellenlage keinen Aufschluss.